# Lophontosia japonica
Lophontosia japonica är en fjärilsart som beskrevs av Bang-haas 1927. Lophontosia japonica ingår i släktet Lophontosia och familjen tandspinnare. Inga underarter finns listade i Catalogue of Life.